# Hypena disclusalis
Hypena disclusalis är en fjärilsart som beskrevs av Walker 1865. Hypena disclusalis ingår i släktet Hypena och familjen nattflyn. Inga underarter finns listade i Catalogue of Life.